# Dolly, Lotte und Maria
Dolly, Lotte und Maria ist ein Dokumentarfilm aus dem Jahr 1987 von Rosa von Praunheim über Dolly Haas, Lotte Goslar und Maria Ley. 

## Handlung
Porträt über drei bemerkenswerte Frauen, die einmal gefeierte Persönlichkeiten des deutschen Kulturbetriebs waren: Filmstar Dolly Haas, Tänzerin Lotte Goslar und Künstlerin Maria Ley, die Witwe von Erwin Piscator.

## Notizen
Der TV- und Kinofilm wurde unter anderem 1988 im Museum of Modern Art in New York City und 1989 beim San Francisco International Film Festival gezeigt. Im Fernsehen wurde Dolly, Lotte und Maria erstmals 1987 im NDR ausgestrahlt.

## Rezeption
Trotz guter Kritiken und einer erfolgreichen internationalen Auswertung blieb Dolly, Lotte und Maria ein eher unbekannter Film des Regisseurs. „Von Praunheims Film ist ein Valentinsgruß für diese Frauen, genauso charmant wie sie und überhaupt nicht sentimental.“ (Los Angeles Times) „Rosa von Praunheim hat ein berührendes Porträt dreier Stars des Deutschlands der 1920er Jahre geschaffen. Von Praunheim (Ein Virus kennt keine Moral) erlaubt seinen Protagonistinnen, sich selbst und ihre Geschichten durch ihre eigenen Worte und Werke zu offenbaren – eine gebührende Hommage an ihr Leben voller Integrität und Talent.“ (George Eldred, Filmkritiker und Programmleiter des Aspen Filmfestivals) „Praunheims Vorliebe für ältere Frauen mag ein Schwulenfetisch sein, vor allem treten sie bei ihm den Beweis für die These an, dass es das reiche Leben tatsächlich gibt, es aber nur in einem unentwegten Kampf gegen große Widerstände gelingt. Eine Nähe zur Bühne wird immer vorausgesetzt. Gleichgültig, ob seine Leute in einem Striplokal oder im russischen Ballett getanzt, auf der silbernen Leinwand oder der Straße performt haben, Hauptsache, sie haben sich ausgesetzt und den öffentlichen Auftritt gesucht. Das ist nämlich die Stelle, an der sich Entertainment mit Rosa von Praunheims Idee von politischer Aktivität berührt: Wünsche zugeben, ausagieren, sichtbar machen als Grundforderung, die die weiteren Schritte vorzeichnet.“ (Die Tageszeitung)